# Persiani
I persiani sono un gruppo etnolinguistico iranico concentrato in Iran e in Asia centrale, in particolare in Afghanistan e in Tagikistan.
Il termine Persia deriva dal latino Persia, derivando a sua volta dal greco Persís (Περσίς), una forma ellenizzata dell’antico persiano Pārsa che evolve in Fārs (فارس) nel moderno persiano. Nella Bibbia, in particolare nei libri di Daniele, Ester, Esdra e Neemia, è dato come Pārās (פָּרָס). Sebbene la Persia fosse una delle province dell’antico Iran, varianti di questo termine sono state adottate attraverso fonti greche ed usate come un esonimo per tutto quello che riguarda l’impero persiano. Così, specialmente nel mondo occidentale, i nomi Persia e i suoi derivati sono stati riferiti a tutto l’Iran e ai suoi soggetti.
Secondo il CIA World Factbook 2004, il 51% dell'attuale popolazione iraniana è di etnia persiana, mentre la Biblioteca del Congresso porta la cifra al 65%. Diversi altri gruppi etnici sono rappresentati in Iran, tra cui i gruppi iranici non-persiani dei gilaki (che vivono nella provincia iraniana di Gilan), curdi e baluchi, gli azeri di discendenza turca, arabi, armeni e altre minoranze.

## Le origini
La più influente entità politica prima della conquista persiana era l'Impero neo-assiro, il quale dominava l'intera Mezzaluna Fertile dalla seconda metà dell'VIII secolo al 610 a.C. In termini di ideologia politica (retorica ed iconografica), burocrazia, tassazione, produzione agricola, struttura provinciale, tecniche militari, gerarchia giuridica, etichetta e comunicazioni, l'Impero neo-assiro era altamente sviluppato, come è evidenziato dalla ricca documentazione superstite. I contemporanei vicini dell'Assiria sono molto meno chiaramente delineati nelle fonti. Nel IX secolo a.C., negli annali del re assiro Shalmaneser III, si riporta l'incontro con un popolo che si era stabilito nell'area che corrisponde all'odierno Iran sud-occidentale. Tale popolo era chiamato Parsua (riportato nelle fonti in tre grafie diverse, sostanzialmente simili: parsua, parsuaš, parsumaš). Questa menzione, scritta in cuneiforme, appare sul cosiddetto “Obelisco nero di Shalmaneser III”, trovato nel 1846, che commemora e registra le imprese e le campagne militari del re. Gli studiosi suggeriscono che l'obelisco di calcite sia stato probabilmente scolpito intorno all'843 a.C. oppure nell'825 a.C. Più tardi, alla fine dell'VIII secolo, un testo assiro (sicuramente proveniente dalla biblioteca di Assurbanipal) menziona il paese di Parsu(a)mash, che era situato un po’ a est dell’odierna città di Sulaimaniya, cioè a nordest dell'Elam.
Gli antichi persiani erano un popolo indoiranico che immigrò nell'altopiano iranico verso la fine del II millennio a.C. insediandosi in una regione che comprende a nord-ovest i monti Zagros, accanto all'area già occupata dagli Elamiti. In passato, una prova dell’esistenza di una comunità persiana a Susa già nell'VIII secolo a.C. era considerato il cosiddetto “Village Perse-achéménide”, situato ai lati occidentali della Ville des Artisans. A supporto di questa tesi, l'archeologo Roman Ghirshman ha suggerito una serie di collegamenti tra gli strati più antichi del “Village Perse-achéménide”, quelli dell'età del ferro I e II, e gli strati relativamente tardi come Sialk VI e Giyan I (entrambi siti archeologici iranici). L'archeologo David Stronach ha mostrato che il “Village” non può essere così antico: dovrebbe essere datato al VI secolo a.C., preceduto da una occupazione elamica iniziata circa dal 625 a.C. Secondo il ricercatore Rémy Boucharlat, le sole tracce di un’occupazione achemenide risalgono alla fine del periodo achemenide, come mostrato da successivi rilevamenti.
Secondo la teoria dell'immigrazione, i Persiani erano originariamente un popolo pastorale, proveniente molto probabilmente dal Caucaso o dall'Asia centrale, che attraversava le steppe con il loro bestiame, ed erano etnicamente legati a Battriani, Medi e Parti. Nel V secolo a.C. lo storico greco Erodoto li descrisse divisi in diverse tribù. La più potente era quella dei Pasargada, del quale il clan Achemenide faceva parte. Gli Achemenidi governarono inizialmente dalla antica città elamica di Anšan, nella piana della città moderna di Marvdasht; il titolo “Re di Anšan”, usato nel cilindro di Ciro da Babilonia, era un adattamento del precedente titolo “Re di Anšan e Susa”. Le genealogie dei primi re di Anšan sono contrastanti. Secondo il cilindro di Ciro, che riporta la più antica genealogia esistente degli Achemenidi, i re di Anšan erano Teispe, Ciro I, Cambise I e Ciro II, anche conosciuto come Ciro il Grande, che ha fondato l’impero. La più tarda iscrizione di Bisotun, redatta dalla cancelleria reale all'inizio del regno di Dario il Grande, afferma che Teispe era figlio di Achemene e che Dario era pure discendente da Teispe, sebbene da una linea diversa; tuttavia, i testi precedenti come il cilindro di Ciro non menzionano Achemene. Nelle Storie Erodoto scrisse che Ciro il Grande era figlio di Cambise I e di Mandane di Media, figlia di Astiage, il re dell'Impero medo.
Nelle tavolette di Persepoli i Persiani non sono più menzionati esplicitamente (come pure gli Elamiti), mentre troviamo Egizi ed Indiani, da un capo all'altro del mondo persiano-centrico.
Nelle tavolette dall'acropoli di Susa, generalmente considerate pre-achemenidi seppur di pochi decenni, compaiono alcuni individui, qualificati come persiani, che ricevono beni dall'amministrazione di Susa. Tra i prodotti ricevuti da Persiani si possono trovare: kuktu, “salopette”, qualificata talvolta come BABBAR.BABBAR “bianca” o dabantina “blu”; tukli tain “veste grigio chiaro” (cioè fatta di lana)”, likkina un altro tipo di vestito/veste, ri-tú.hu-el-ip forse una “gonna”, e armi come šukurrum “lancia”, BAN “arco” e sa-ah GI “punte di freccia”. Le traduzioni qui adottate seguono le proposte, piuttosto ipotetiche, degli studiosi Walther Hinz e Heidemarie Koch.

## Nasce l'Impero

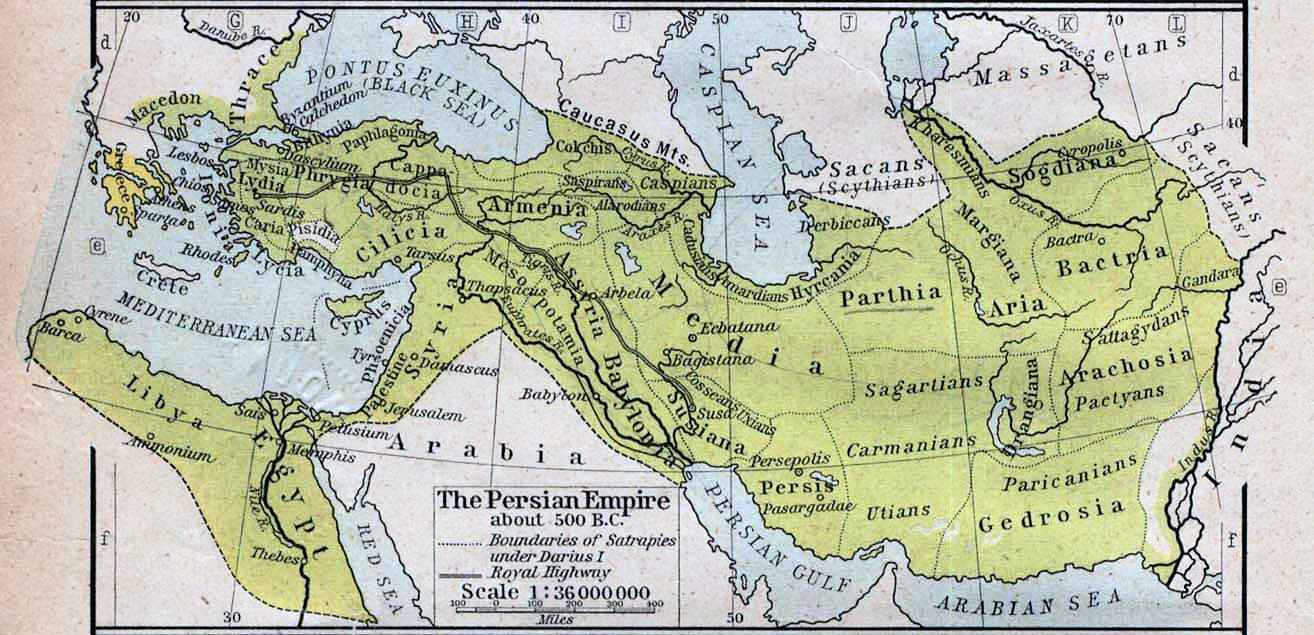
L'Impero achemenide sotto Serse I

Ciro II il Grande, della dinastia achemenide, nel VI secolo a.C., in pochi anni, si impadronì dell'Asia Minore, della Mesopotamia meridionale, della Siria, della Palestina, di tutta l'area compresa tra il Mar Caspio e la valle dell'Indo battendo contro Creso, re della Lidia, lo stato più importante dell'Anatolia. Lo sconfisse a Sardi nel 546 a.C. e successivamente sottomise le città che i Greci avevano fondato sulla costa asiatica.
Il figlio Cambise II (che regnò dal 530 al 522 a.C.) estese ulteriormente l'impero sottomettendo l'Egitto e Cipro. Il successore Dario il Grande tra il 522 e il 486 a.C. conquistò la Tracia, le isole Egee, la Nubia e la Libia. Morì per cause sconosciute sulla via del ritorno dall'Egitto.
In pochi decenni, dal 522 al 486 a.C., i persiani costruirono un impero enorme, esteso dalle coste occidentali dell'Asia Minore al Caucaso, dall'India alla valle del Nilo. Questo impero multietnico comprendeva una straordinaria varietà di popoli diversi per lingua, religione, cultura, organizzazione sociale ed economica. Dal 550 a.C. fino alla conquista nel 331 a.C. da parte di Alessandro Magno, l'Impero persiano fu la potenza dominante del Vicino Oriente. La sua grande estensione determinò la creazione di tre distinte capitali: Susa, Ecbatana e Persepoli, dove sorgeva il palazzo reale più prestigioso.
Nel corso dei secoli la Persia venne governata da diverse dinastie; alcune di queste di etnia persiana (sasanidi, buwayhidi, samanidi etc), altre no (seleucidi, turchi seljuk, mongoli, safavidi etc).

### Il governo e la società durante l'impero di Dario il Grande
Dario il Grande organizzò l'impero in 20 province chiamate satrapie, ognuna controllata da un governatore, il satrapo, e da un capo militare di origine persiana. I persiani erano un popolo di guerrieri e con le guerre erano riusciti a conquistare vastissimi territori. I persiani rispettarono i popoli sottomessi e non imposero la propria cultura.

## Religioni

L'area dell'Asia a cultura iranica.

La civiltà persiana abbracciava tre religioni principali: Zoroastrismo, Manicheismo, che, per inciso, fu inizialmente abbracciato da Sant'Agostino prima che si convertisse al Cristianesimo, e il Mitraismo, una variante dello Zoroastrismo. Tutte queste dottrine riflettono il dualismo tipico della cultura persiana. Lo Zoroastrismo fu fondato dal profeta Zoroastro (noto anche come Zarathustra), il cui periodo di vita potrebbe risalire al II o al I millennio a.C. Lo Zoroastrismo fu la religione ufficiale dell'impero persiano, ed è praticato ancora oggi in alcune parti dell'Iran e dei paesi confinanti.